# Irma Luyting
Irma Luyting (1 de enero de 1975) es una deportista neerlandesa que compitió en tiro con arco, en la modalidad de arco compuesto.
Ganó tres medallas en el Campeonato Mundial de Tiro con Arco al Aire Libre entre los años 1999 y 2003, dos medallas en el Campeonato Mundial de Tiro con Arco en Sala entre los años 1997 y 2001, y dos medallas en el Campeonato Europeo de Tiro con Arco al Aire Libre de 2000.

## Palmarés internacional
| Campeonato Mundial al Aire Libre | Campeonato Mundial al Aire Libre | Campeonato Mundial al Aire Libre | Campeonato Mundial al Aire Libre |
| Año                              | Lugar                            | Medalla                          | Prueba                           |
| -------------------------------- | -------------------------------- | -------------------------------- | -------------------------------- |
| 1999                             | Riom (Francia)                   | Medalla de plata                 | Equipo                           |
| 2001                             | Pekín (China)                    | Medalla de bronce                | Equipo                           |
| 2003                             | Nueva York (Estados Unidos)      | Medalla de bronce                | Individual                       |
| Campeonato Mundial en Sala       |                                  |                                  |                                  |
| Año                              | Lugar                            | Medalla                          | Prueba                           |
| 1997                             | Estambul (Turquía)               | Medalla de bronce                | Individual                       |
| 2001                             | Florencia (Italia)               | Medalla de bronce                | Equipo                           |
| Campeonato Europeo al Aire Libre |                                  |                                  |                                  |
| Año                              | Lugar                            | Medalla                          | Prueba                           |
| 2000                             | Antalya (Turquía)                | Medalla de oro                   | Individual                       |
| 2000                             | Antalya (Turquía)                | Medalla de oro                   | Equipo                           |